# Ященко, Роман Васильевич
Роман Васильевич Ященко (Roman Jashenko, род. 18 сентября 1962, Усть-Каменогорск, Казахская ССР) — советский и казахстанский зоолог (энтомолог), доктор биологических наук. Генеральный директор Института зоологии КН МОН РК (в 2013 году и затем с декабря 2018 по настоящее время), председатель Казахстанского национального комитета программы ЮНЕСКО «Человек и биосфера» (с 2011 года).

## Биография
В 1979 году окончил среднюю школу № 35 в Алма-Ате, в 1984 году — Казахский государственный университет (с отличием). В 1994 году получил учёную степень кандидата биологических наук по специальности «Энтомология», в 2009 году — доктора биологических наук по той же специальности.
В 1984 году пришёл на работу в Институт зоологии АН Казахской ССР (ныне Институт зоологии МОН РК). До 1989 года находился на должности лаборанта, с 1989 по 1995 годы — младший научный сотрудник, с 1995 по 2004 — старший научный сотрудник, с 2004 по 2009 — ведущий научный сотрудник, с 2009 по 2013 — главный научный сотрудник. В январе -августе 2013 года проработал генеральным директором Института зоологии и затем с декабря 2018 г. по настоящее время продолжил возглавлять этот научно-исследовательский институт.
С 1997 года возглавляет научное общество «Тетис». С 2011 года возглавляет Казахстанский национальный комитет МАБ («Человек и биосфера») ЮНЕСКО и входит в состав Национальной комиссии РК по делам ЮНЕСКО и ИСЕСКО. С 2014 по 2016 годы был вице-президентом МАБ по Азиатско-Тихоокеанскому региону. С 2020 года является советником ЮНЕСКО по биосферным резерватом (регион Азии и Тихого океана).
Является членом нескольких научных обществ: Американское энтомологическое общество (с 1997 года), Украинское энтомологическое общество (с 2003 года), Society for Conservation Biology (с 2003 года) и др.
Параллельно с деятельностью в Институте зоологии работал на официальных должностях в других коллективах и ранее. В 1988—1989 годах был стажёром-исследователем в Лаборатории систематики насекомых Зоологического института АН СССР в Ленинграде (ныне Зоологический институт РАН в Санкт-Петербурге). В 2001 году участвовал в трансграничном проекте Министерства сельского хозяйства РК «Сохранение биоразнообразия Западного Тянь-Шаня» в качестве научного консультанта. С 2005 по 2009 годы являлся региональным координатором МСОП по Средней Азии и Казахстану.
Дважды приглашался на работу в Киотский университет (Япония): в 1997 году — как исследователь на факультете сельского хозяйства, в 2001 году — как профессор на кафедру исследований Азии и Африки. В 2010—2011 годах занимал должность профессора в Научно-исследовательском институте человека и природы (Research Institute for Humanity and Nature, Киото). Кроме того, с 1995 по 2006 годы сотрудничал с Лабораторией растительности, почв и воды (Grassland, Soil & Water Research Laboratory) в Темпле (Техас, США).

## Научная деятельность
Автор более 150 научных работ, в том числе монографий «Удивительный мир беспозвоночных» (2005), «Заповедники Средней Азии и Казахстана» (2006), «Насекомые — вредители тамариска в Юго-Восточном Казахстане» (2007) и др. Принимал участие в создании Красной книги Казахстана в качестве заместителя главного редактора 1-го тома части 2 (Беспозвоночные; 2003, тиражирование — 2005). Значительную часть времени посвятил деятельности Аксу-Джабаглинского заповедника, а также подготовил национальные заявки (номинационные досье) для включения 10 особо охраняемых природных территорий Казахстана (Коргалжынский заповедник, Алакольский заповедник, Аксу-Джабаглинский заповедник, резерват Акжайык и Катон-Карагайский национальный парк и др.) во Всемирную сеть биосферных резерватов ЮНЕСКО. Основная специализация научной деятельности — систематика, фауна, образ жизни, распространение и эволюция кокцид (отряд равнокрылые, класс насекомые).
Получатель исследовательских грантов от Министерства иностранных дел Японии (1996), Японского общества содействия науке (JSPS, 1997), посольства Японии в Казахстане (1998—1999), Всемирной комиссии по охраняемым территориям МСОП (2005—2006), Министерства сельского хозяйства США (USDA, 1997—2010) и др.

## Иная деятельность
Закончил в 1978 г. музыкальную школу-студию при музыкальном училище имени П. И. Чайковского в Алма-Ате по классу фортепиано. Автор нескольких персональных («Дикая природа», 2005; «Вглядеться в зеркало», 2006, Алма-Ата, галерея «Тенгри-Умай») и коллективных фотовыставок («Потенциальные биосферные резерваты Казахстана», ЮНЕСКО, Париж, май 2013), а также соавтор нескольких документальных видеофильмов («Битва за Северный Арал» 2009, «Почему исчезает Аральского море» 2009 и др.).